# Рома Мафия
Рома Мафия (на английски: Roma Maffia; родена на 31 май 1958 г.) е американска актриса. Известна е с ролите си на д-р Грейс Алварес и д-р Лиз Крус съответно в сериалите „Профайлър“ и „Клъцни/Срежи“.

## Личен живот
Мафия е родена в Манхатън и има немски, испански, английски, и афроамерикански произход; а италианската ѝ фамилия е от нейния пастрок.